# Теплообменник (предприятие)
Теплообменник — российское машиностроительное предприятие. Полное наименование — Акционерное общество «Производственно-конструкторское объединение „Теплообменник“». Штаб-квартира компании расположена в Ленинском районе города Нижний Новгород.

## История
В XIX веке в подмосковном селе Солнечная гора (ныне город Солнечногорск Московской области) была открыта самоткацкая бумажная фабрика, в 1933 году — Государственный союзный автономный завод № 2 Главшвейпрома Наркомата лёгкой промышленности СССР. В годы первых пятилеток XX века завод осваивает производство спасательных и грузовых парашютов. С 1939 года носит имя лётчика Героя Советского Союза М. М. Громова. В конце 1940 года завод был переименован в «Государственный союзный завод № 469 им. М. М. Громова» с организацией производства радиаторов.
Постановлением Совета по эвакуации и приказом НКАП СССР завод № 469 эвакуирован из города Солнечногорска в город Горький.
Эвакуация проходила с 19 октября по 8 ноября 1941 года. Завод создавался на «пустом» месте, расположившись между Горьковским автозаводом и заводом «Двигатель революции». Но уже 28 ноября 1941 года завод изготовил первую партию изделий. С 1943 года на заводе внедрялись поточно-конвейерные линии и новые производственные процессы, позволявшие увеличивать выпуск продукции. За счёт энтузиазма и ударного труда работников завод вышел в число передовых в отрасли.
В 1945 году завод награждён орденом Красной Звезды за образцовое выполнение заданий правительства . 1641 работник награждён медалью «За доблестный труд в Великой Отечественной войне 1941—1945 гг.».
С середины 1950-х годов завод налаживает производство изделий для систем жизнеобеспечения, увеличивается номенклатура изделий теплотехнического назначения. Начало технического перевооружения в 1959 году связано с освоением жидкостных газификаторов с принципиально новыми конструктивными решениями для кислородных и азотных систем. В сжатые сроки завод освоил и начал выпускать новые изделия — теплообменники, турбохолодильники и другие.
В декабре 1960 года организован Филиал ОКБ-124 ГКАТ города Москва, для оказания технической помощи заводу в освоении изделий, модернизации идущих в производстве изделий, разработке новых образцов техники.
В 1980-е годы освоен производство высокотемпературных теплообменников из нержавеющих сталей. 
В 1990-е годы завод проектирует и выпускает комплектующие для автомобильной промышленности, газовые водогрейные колонки «Астра».
С начала 2000-х предприятие занимается разработкой и производством систем жизнеобеспечения.

## Собственники и руководство
Основные владельцы компании: В. В. Тятинькин, генеральный директор — главный конструктор АО ПКО «Теплообменник».

## Производственная кооперация
- ПАО «Корпорация „Ирку́т“»
- ПАО Казанский вертолётный завод